# Saleh y Daud Al-Koweiti
Saleh (1908-1986) y Daud (1910-1976) Al-Koweiti (صالح و داوود الكويتي) eran músicos kuwaitíes descendientes de inmigrantes judíos iraquíes. Tuvieron una destacada influencia sobre la música iraquí del siglo XX.
Desde su infancia, tuvieron la oportunidad de tocar delante de dignatarios kuwaitíes. Luego, compañías iraquíes grabaron y emitieron las canciones de los dos hermanos en su país. Eso incitó a la familia a regresar a Irak para que ambos jóvenes pudieran demostrar su talento en clubes bagdadíes.
Después de eso, su fama se extendió fuera de la península árabe y, en los años treinta, trabajaron con grandes nombres de la música árabe tal como las iraquíes Salima Murad y Sultana Yussuf y en Egipto junto a los grandes cantantes Oum Kalsoum o Mohammed Abdel Wahab.
Eso les atrajo la atención de las autoridades iraquíes quienes les confiaron la animación de las ceremonias del rey Faysal II de Irak. Además, les pidieron que participaran en la fundación de la primera radio iraquí. Pronto, se convirtieron en pilares de la radio dirigiendo su orquesta.
En los años 1950, decidieron trasladarse a Israel. Pero, allí se enfrentaron a la hostilidad del gobierno en su esfuerzo de aculturación hacia diferentes culturas de origen de los nuevos inmigrantes, especialmente árabe e ídish. No obstante, su talento les permitió convertirse en pilares de la estación oficial Kol Israel (קול ישראל) En Irak y en el mondo árabe las radios se negaron a mencionar sus nombres y nacionalidad.
Hoy en día, sus canciones siguen siendo estandartes de la música oriental emitidas muy a menudo en todas las ondas del medio oriente.
- Datos: Q2916533